# Wardaszat
Wardaszat – wieś w Armenii, w prowincji Ararat. W 2011 roku liczyła 178 mieszkańców.